# プリンセスケッツ
プリンセスケッツは日本の声優ユニット。略称はプリケッツであり、こちらで称されることも多い。

## メンバー
- 秋奈-1995年11月2日生まれ。立ち位置は中央
- 杜野まこ-1987年1月24日生まれ。立ち位置は右側
- 中津真莉子-1983年7月8日生まれ。立ち位置は左側（現中津真莉）

## 沿革
ニコニコ生放送『姫の学芸会チャンネル』から歌って踊れる声優ユニットとして誕生し、サンミュージックの所属声優3人組で、2013年6月に結成された。
ユニット名の由来は社野の提案によるもの。
2014年7月をもって解散した。

## ディスコグラフィ

### シングル
2013年7月28日発売 	 恋の魔法〜puri puri pu−!〜 / プリンセスケッツ♪

## 出演

### テレビ
- 姫の学芸会チャンネル（ニコニコ生放送）[1]

### ラジオ
「プリンセスケッツの珍想中！」 （2014年4月-7月、超A&G+文化放送）

### ライブ
- アキバ大好き！祭り2013 ニコニコ生放送（2013年7月27日、28日）
- 姫の音楽祭（2013年8月31日、秋葉原アソビットシティ）
- 姫の音楽祭～秋の声優＆アイドルＳＰ～（2013年9月22日）
- HAMANAKO DENSOファミリーフェスタ2013（2013年10月26日）
- YOKOHAMA子育てEXPO2014（2014年2月26日）
- 姫の音楽祭～春のスペシャル・ライブ～（2014年5月11日、アキバソフマップ一号店）
- 姫の音楽祭～スペシャル・サマー・ライブ～ （2014年7月28日、アキバソフマップ一号店）※ファイナルライブ